# 绍兴市元培中学
绍兴市元培中学创建于1991年，是以蔡元培先生命名的初级中学，拥有本部与分部。总占地面积52000多平方米，建筑面积29000多平方米，拥有58个班级，教职工171人中有高级教师45人，其中省级名校长1名，省级名师1名，市级名师2名，学科带头人3名，市属级名师9名。目前校长为周菊芳。周菊芳原为绍兴市文理学院附中的校长，后因教学成绩优异，选派入元培中学。办学宗旨为“扬元培爱国情怀，育英才、报国家；倡孑民骆驼精神，学不厌，教不倦”，办学理念为“以人为本、追求发展、追求卓越”。是名人教育的典范学校。

## 历任领导
历任校长
| 第几任 | 姓名   | 任职时间      |
| ------ | ------ | ------------- |
| 第一任 | 陈纪钢 | 1991.7—2000.7 |
| 第二任 | 周如建 | 2000.8—2009.7 |
| 第三任 | 周菊芳 | 2009.7至今    |

## 校园网站
- 校园网